# 宮平鷹志
宮平 鷹志（みやひら たかし、1981年6月18日 - ）は、地方競馬である荒尾競馬・ホッカイドウ競馬の元騎手(現役時代は岡島玉一厩舎所属)である。勝負服の柄は胴青・桃星散らし、袖桃縦縞。沖縄県出身。血液型AB型。地方競馬教養センター騎手課程第77期生。日本初沖縄県出身の騎手であった。

## 来歴・人物
2003年3月31日付けで地方競馬騎手免許を取得し、和田正美厩舎からデビュー。同年4月29日第2回荒尾競馬1日目第4競走アラブ系B3条件戦カツイチハヤテで初騎乗（8頭立て4番人気7着）。翌4月30日第2回荒尾競馬2日目第2競走C2条件戦をモリタケで優勝し、3戦目で初勝利（10頭立て4番人気）。
2009年5月28日第3回荒尾競馬3日目第11競走サラ系C-4組条件戦テイエムワッゼエに騎乗していたが、同馬がレース中に骨折、落馬し負傷した。精密検査の結果骨折が判明し入院した。
2010年1月12日第14回荒尾競馬1日目第1競走3歳-6組条件戦をテイエムフウライで優勝（8頭立て5番人気）し、地方競馬通算100勝を達成した。
2011年末をもって荒尾競馬場が廃止されたことに伴い、2012年2月下旬からホッカイドウ競馬原孝明厩舎に移籍する。その経緯はNHKテレビのドキュメンタリー番組『目撃!日本列島』でも取り上げられた。
移籍当時、原孝明調教師の勧めもあり福山競馬場において、2012年1月29日から2月20日まで期間限定騎乗を行う。福山競馬では徳本慶一厩舎に所属した。
2013年11月23日付けで岡島玉一厩舎へ所属変更した。
2024年11月18日付けで騎手免許を取り消し、引退した。
地方通算成績は4443戦211勝・2着234回・3着333回・勝率4.7%・連対率10.0%

## 主な騎乗馬
テイエムハエンカゼ（2011年たんぽぽ賞）